# Padegan-e Khosrowabad
Padegan-e Khosrowabad (em persa: پادگان خسرواباد, também romanizada como Pādegān Khosrowābād; também conhecida como Gārdseāḥlī) é uma aldeia do distrito rural de Minubar, no condado de Abadan, na província de Khuzistão, Irã.
Segundo o censo de 2006, sua população era de 165 habitantes, em 50 famílias.